# 제이 앤 사일런트 밥 리부트
《제이 앤 사일런트 밥 리부트》(영어: Jay and Silent Bob Get a Reboot)는 미국에서 제작된 2019년 풍자 버디 코미디 영화이다. 《제이 앤 사일런트 밥》(2001)의 속편이며 뷰 어스큐니버스 여덟 번째 작품이다. 케빈 스미스가 연출, 각본, 편집을 맡고 제이슨 뮤스 등과 함께 출연하였다.

## 출연
- 케빈 스미스
- 제이슨 뮤스
- 할리 퀸 스미스
- 어파나 브리엘
- 섀넌 엘리자베스
- 브라이언 오핼러런
- 제이슨 리
- 벤 애플렉
- 조이 로런 애덤스
- 제니퍼 슈월바크 스미스
- 크레이그 로빈슨
- 조 맹거넬로
- 프랭키 쇼
- 저스틴 롱
- 데이비드 더스트몰천
- 크리스 제리코
- 케이트 미쿠치
- 디드릭 베이더
- 멀리사 버노이스트
- 밸 킬머
- 토미 총
- 맷 데이먼
- 프레드 아미슨
- 몰리 섀넌
- 랠프 가먼
- 로자리오 도슨
- 애덤 브로디
- 댄 포글러
- 제이슨 비그스
- 제임스 밴더비크
- 메소드 맨
- 레드먼
- 크리스 헴즈워스
- 로버트 커크먼
- 키스 쿠건
- 스탠 리
- 크리스 우드
- 제시 래스
- 제이크 리처드슨